# 국립합창단
국립합창단[The National Chorus of Korea]은 합창음악을 통하여 우리 공연 예술을 발전시키고, 국민정서 함양에 이바지하기 위하여 1973년 5월 설립된 문화체육관광부 소관의 재단법인이다. 서울특별시 서초구 남부순환로 2406(서초동 700) 예술의전당 오페라하우스 4층에 위치하고 있다.

## 주요 사업
- 정기연주회를 비롯한 각종 연주회개최
- 무대공연 및 행사에 관한 연주 지원
- 합창음악의 국내외 교류사업
- 합창음악 발전에 대한 조사연구및 교육사업
- 운영보존자금의 적립사업
- 기타 법인의 사업목적 달성을 위한 부대사업

## 조직

### 예술감독

#### 사무국장
- 경영관리팀
- 공연기획팀
- 홍보마케팅팀

#### 부지휘자 겸 지도위원
- 반주단원
- 소프라노단원
- 알토단원
- 테너단원
- 베이스단원

## 같이 보기
- 국립발레단
- 국립오페라단
- 국립국악관현악단